# Mediusella
Mediusella es un género monotípico de árboles  pertenecientes a la familia Sarcolaenaceae.  Su única especie: Mediusella bernieri, es originaria de Madagascar en la provincia de Antsiranana.

## Taxonomía
Mediusella bernieri fue descrita por (Baill.) Hutch. y publicado en The Families of Flowering Plants. I. Dicotyledons 348, en el año 1973.
Sinonimia
- Leptolaena bernieri Baill.
- Xerochlamys bernieri (Baill.) H.Perrier[4]